# TSG Pfeddersheim
Turn- und Sportgemeinde Pfeddersheim Fußball e.V. von 1982 é uma agremiação esportiva alemã, fundada em 1982, sediada em Pfeddersheim, subúrbio de Worms, na Renânia-Palatinado.
O feito mais notável foi sua classificação para a primeira fase da Copa da Alemanha nas temporadas 1989–90, 1993–94, 1995–96, 1996–97 e 2000–01. 

## História
O clube foi formado em 1982, quando o departamento de futebol do multi-desportivo TSG Pfeddersheim, fundado em 1886, deixou o clube mãe. O TSG Pfeddersheim Fußball ganhou a promoção para a camada quatro, a Verbandsliga Südwest, o maior campeonato de futebol do sudoeste. O TSG alcançou bons resultados, conquistando um título em 1992 e a promoção para a terceira divisão, a Oberliga Südwest.  
O Pfeddersheim passou as seguintes oito temporadas na Oberliga, conseguindo bons resultados nas primeiras quatro temporadas. Ficou de fora da qualificação para a Regionalliga em 1994, o novo nível do sistema de terceira divisão alemã, mas terminou em um excelente terceiro lugar em 1996. Após esse resultado, a equipa recusou a participação e acabou a ser despromovido novamente para a Oberliga em 2000.  O TSG não conseguiria se recuperar, sofrendo outra queda em 2002, dessa vez à Landesliga, à qual seria despromovido em 2003.
Depois de uma ausência de sete temporadas o clube voltou à Verbandsliga em 2009, voltando a ser competitivo. Um outro título da liga em 2012, levou a equipa à Oberliga, renomeada Oberliga Rheinland-Pfalz/Saar. 
A equipa se classificou à Copa da Alemanha, a DFB-Pokal, em cinco ocasiões. Em 1989-90 a equipa derrotou o VfB Gaggenau por 2 a 0 na primeira fase e perdeu para o Kickers Offenbach por 3 a 1 na segunda. Na sua segunda aparição, em 1993-94, o clube folgou na primeira fase. Na segunda derrotou o Greifswalder SC por 2 a 0 e foi eliminado pelo MSV Duisburg por 3 a 1 no prolongamento.
Em 1995-96, o TSG recebeu o então campeão alemão, Borussia Dortmund. O clube amador conseguiu segurar o empate, mas perdeu por 4 a 3 nos pênaltis diante de 25.500 espectadores. Na quarta participação, em 1996-97, o Pfeddersheim empatou com o FSV Zwickau na primeira fase e perdeu por 2 a 1. A quinta e última participação na Copa da Alemanha terminou com a derrota de 7 a 0 para o TSV 1860 Munique em 27 de agosto de 2000.

## Títulos
| - Verbandsliga Südwest - Campeão: 1992, 2012; - Vice-campeão: 1991; - Landesliga Südwest-Ost - Vice-campeão: 2009; - Bezirksliga Rheinhessen - Campeão: 2007; - Vice-campeão: 2005; | - South West Cup - Campeão: 1989, 1993, 1995, 1996, 2000; |

## Cronologia recente
| Temporada | Divisão                       | Módulo | Posição |
| 1999–2000 | Oberliga Südwest              | IV     | 17º ↓   |
| 2000–01   | Verbandsliga Südwest          | V      | 7º      |
| 2001–02   | Verbandsliga Südwest          | V      | 16º ↓   |
| 2002–03   | Landesliga Südwest-Ost        | VI     | 14º ↓   |
| 2003–04   | Bezirksliga Rheinhessen       | VII    |         |
| 2004–05   | Bezirksliga Rheinhessen       | VII    | 2º      |
| 2005-06   | Bezirksliga Rheinhessen       | VII    | 6º      |
| 2006–07   | Bezirksliga Rheinhessen       | VII    | 1º ↑    |
| 2007–08   | Landesliga Südwest-Ost        | VI     | 3º      |
| 2008–09   | Landesliga Südwest-Ost        | VII    | 2º ↑    |
| 2009–10   | Verbandsliga Südwest          | VI     | 4º      |
| 2010–11   | Verbandsliga Südwest          | VI     | 3º      |
| 2011–12   | Verbandsliga Südwest          | VI     | 1º ↑    |
| 2012–13   | Oberliga Rheinland-Pfalz/Saar | V      | º       |